# Старт (Луизијана)
Старт (енгл. Start) насељено је место без административног статуса у америчкој савезној држави Луизијана.

## Демографија
По попису из 2010. године број становника је 905.
| Група             | 2000.    | 2010.       |
| Белци             | 0 (0,0%) | 861 (95,1%) |
| Афроамериканци    | 0 (0,0%) | 29 (3,2%)   |
| Азијати           | 0 (0,0%) | 1 (0,1%)    |
| Хиспаноамериканци | 0 (0,0%) | 7 (0,8%)    |
| Укупно            | 0        | 905         |